# Урбатарур
Урбатарур (арм. Ուրբաթարուր букв. «сделанный в пятницу») — армянские амулеты, сделанные из железа и стали.
Урбатаруры (гривны, браслеты, кольца, кресты и лунницы, выкованные с четверга на пятницу Страстной недели) ограждают от злого глаза, злых духов, молнии, колдовства, приносят плодородие, излечивают больных. Священник, открыв Священное писание, царапал крестики и знаки на амулете и после молитвы отдавал его больному, который не снимал с себя амулет в течение 40 дней, отгоняя злых духов болезней (в том числе и душевных), затем относил его в святилище и оставлял там вместе с болезнью. Женщины для зачатия брали в святилищах урбатарур и носили до рождения ребёнка. Мать, у которой умирали дети, в Страстной четверг заказывала кузнецу кольцо, которое она постоянно носила на пальце. При родах также роженице необходимо было иметь при себе железное кольцо, чтобы не допустить злых духов к себе и новорождённому.
Формы урбатаруров (простые, без узоров или витые) в Армении распространены с эпохи бронзового века. Их магические свойства объясняются рядом факторов. Материалы, из которых они сделаны, символизируют твёрдость, вечность, чистоту. Железо и сталь отождествляются с молнией и падают на землю вместе с ней. Немаловажную роль играло также время их изготовления —- с четверга на пятницу, а также сам кузнец, который в мифологии считается демиургом.